# 메커나이즈드 어택
메커나이즈드 어택(メカナイズド・アタック, Mechanized Attack)은 SNK가 개발하고 퍼블리싱한 슈팅 게임이다. 1989년 북미에서 아케이드용으로 출시되었으며, 1990년 패밀리 컴퓨터으로 이식되었다. NES 컨트롤러 또는 NES 재퍼 라이트건으로 플레이할 수 있다.

## 이스터에그
NES 버전의 시스템 구성 화면에서 플레이어는 특정 입력을 통해 여성 인물이 옷을 벗게 할 수 있다. 플레이어는 여성 인물의 옷을 벗은 후에도 특정 입력을 계속할 수 있지만 게임이 중단되는 헥사그램도 표시된다.

## 로봇 터미네이터
- 터미네이터 (1984년)